# モンレアル賭博場
モンレアル賭博場（ - とばくじょう、仏：Casino de Montréal、英：Montreal Casino）は、モンレアル（モントリオール）のノートルダム島にあるカジノ。

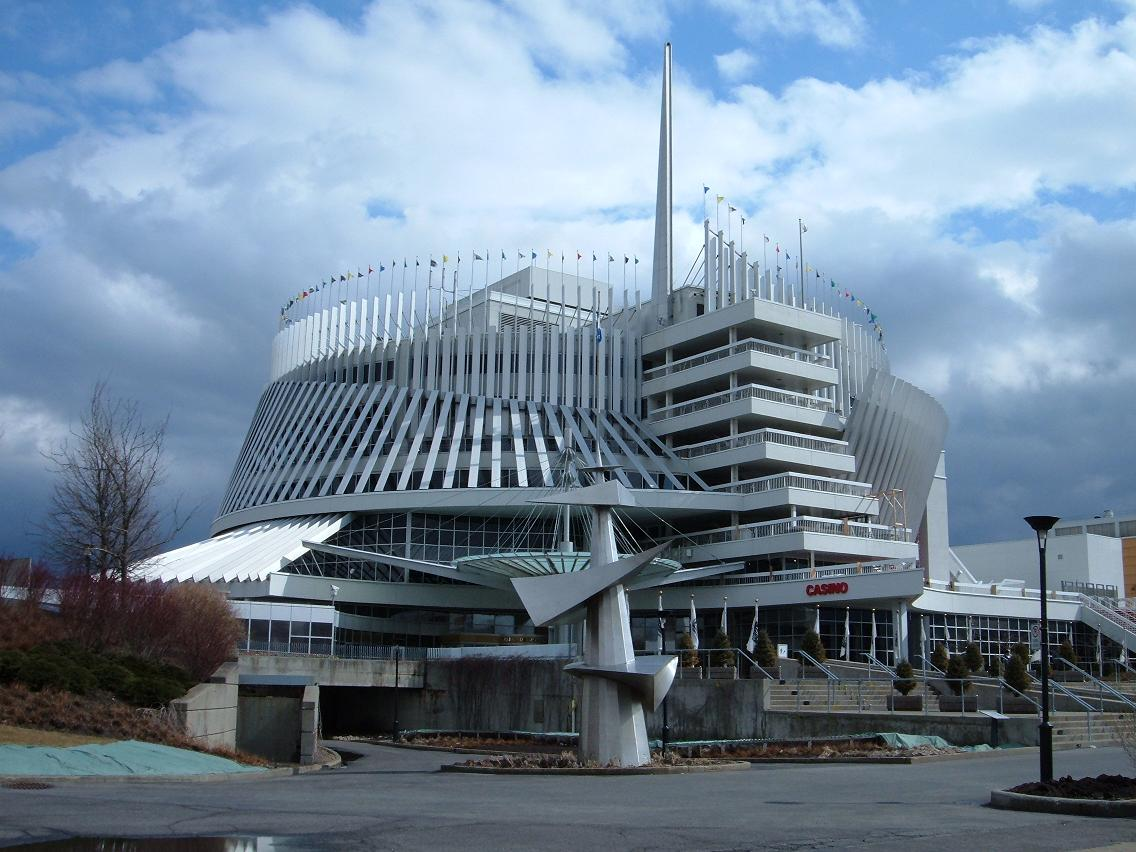
モントリオール・カジノ

3棟の建物よりなる。2棟は、モントリオール万国博覧会のために建てられた、フランスとケベックのパビリオンを改修したもので、残る1棟は後に増築したもの。元フランス館(円形の建物)は6階建て、元ケベック館(四角形の建物)は4階建て。2013年に大規模改修及び増築が実施された。
3200台以上のスロットマシンと115卓のゲーム・テーブルある。4つのレストラン、4つのバー、会議場や宴会場としても利用できるキャバレー(多目的ホール)が1ヶ所ある。窓が多く天井が低いこという異例の建築様式で有名である。
一年365日、一日24時間開いている。18歳以上のみ利用できる。2003年7月以降禁煙である。従前の喫煙室は2006年5月に新しい法律により閉鎖された。
所在地はカジノ通り1番地(1, avenue du Casino)である。

## ゲームの種類
以下のゲームが提供される。
- ブラックジャック
- バカラ
- ルーレット　英式 米式
- ポーカー　各種
- クラップス
- 大小
- 戦争
- カジノウォー
- ビンゴ
- スロットマシン
- ロト
- キノ

## 所有
このカジノは、ケベックカジノ会社が、他の二つのカジノとともに所有する。この会社は、ケベック州政府の公企業であるロト・ケベックの子会社であり、全ての利益は州政府に帰される。

## キノ疑惑
1994年4月、ダニエル・コリベーがモンレアル賭博場のキノで60万カナダドル勝った。彼は、3度続けて20のうち19の数字を当てた。彼は、電子計算機と乱雑理論を用い数字順を預言したと、言い張った。その後、賭博場が不備のある電気擬似乱数発生機を用いていたため、数字順は予知しやすかったことがわかった。実際のところ、その電気キノは毎朝同じ種数を用いて初期化されていたので、毎日同じ数字順を発生していた。彼は疑いが晴れたので、賞金をもらった。